# Yang Wei (sportiv)
Yang Wei (n. 8 februarie 1980, Xiantao City⁠(d), Hubei, Republica Populară Chineză) este un gimnast artistic ce a reprezentat Republica Populară Chineză, medaliat olimpic. A participat la 3 ediții ale Jocurilor Olimpice (2000, 2004, 2008) în care a câștigat trei medalii de aur și două medalii de argint.